# Pfarrkirche Hargelsberg

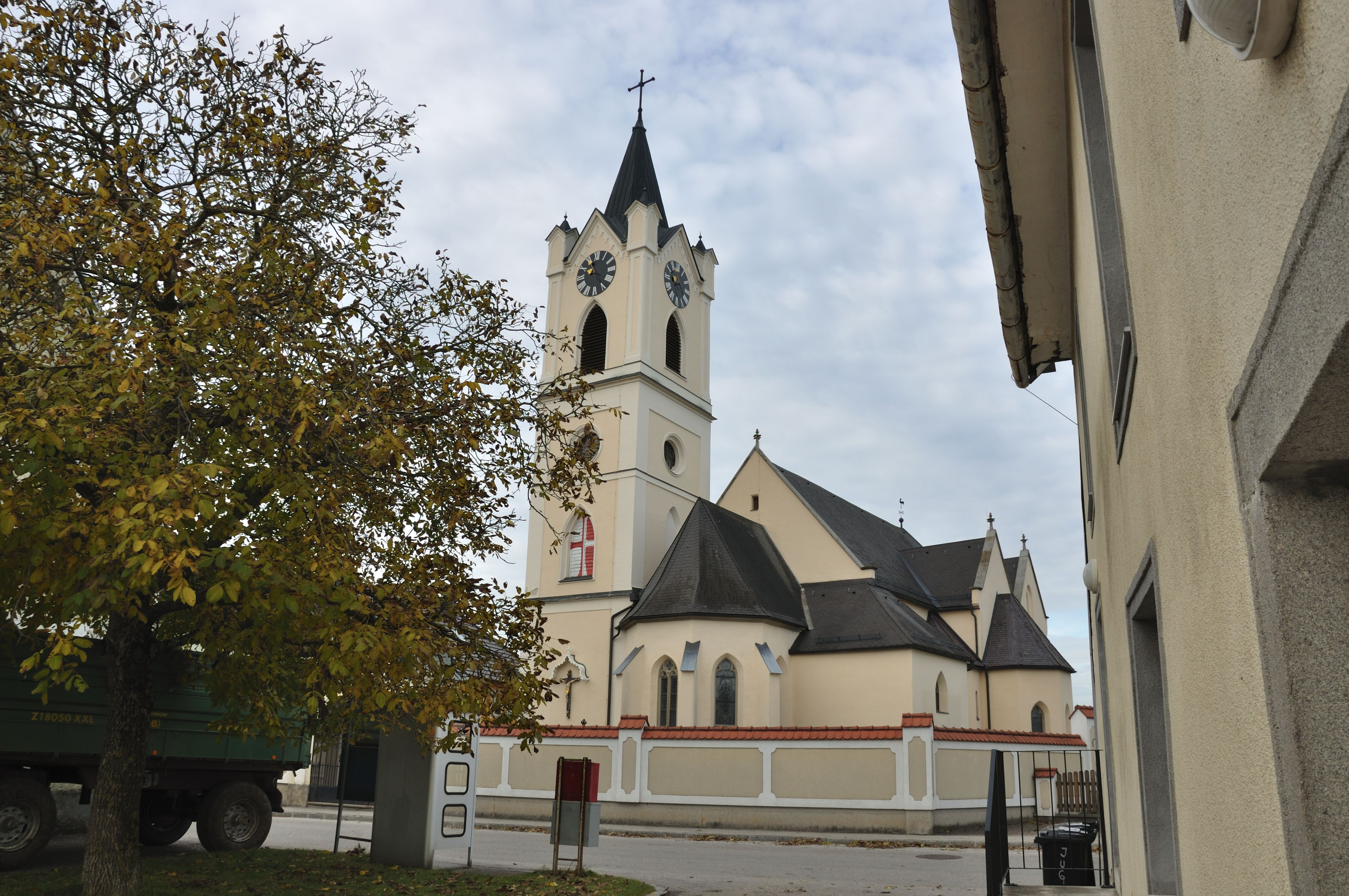
Pfarrkirche hl. Andreas in Hargelsberg

Die Pfarrkirche Hargelsberg steht im Ort Hargelsberg in der Gemeinde Hargelsberg in Oberösterreich. Die römisch-katholische Pfarrkirche hl. Andreas – dem Stift Sankt Florian inkorporiert – gehört zum Dekanat Enns-Lorch in der Diözese Linz. Die Kirche steht unter Denkmalschutz.

## Geschichte
Eine Kirche wurde um 1145 urkundlich genannt. Die gotische Hallenkirche wurde 1883 stark erweitert und restauriert.

## Architektur
Der zweijochige kreuzrippengewölbte Chor hat einen Dreiachtelschluss. Das weite dreischiffige dreijochige Langhaus hat ganz schmale Seitenschiffe und schlanke achteckige Pfeiler. Der Chor weist einen Achsknick nach Norden auf. Der Turm im südlichen Chorwinkel ist aus 1883.

## Ausstattung
Die Kirchenausstattung ist neugotisch.